# Geovany Quenda
Tcherno Quenda est un nom portugais ; le premier nom de famille (d'usage facultatif) est Tcherno et le second est Quenda.
Geovany Quenda de son nom complet Geovany Tcherno Quenda, né le 30 avril 2007 à Bissau en Guinée-Bissau, est un footballeur international portugais qui évolue au poste d'ailier droit au Sporting CP. Il rejoindra officiellement Chelsea le 1er juillet 2026.

## Biographie

### Carrière en club
Né en Guinée-Bissau, Geovany Quenda est arrivé enfant au Portugal, passant par le SL Benfica. Il rejoint ensuite le Sporting Portugal, où il commence sa carrière professionnelle avec l'équipe reserve en championnat du Portugal de troisième division,. Il joue son premier match avec le Sporting Portugal B le 17 février 2024, titulaire en championnat contre l'Amora FC. Il devient alors le plus jeune joueur à jouer pour l'équipe réserve du club de Lisbonne,.
Le 14 mars 2025, Quenda a accepté de rejoindre le club de Premier League Chelsea à l'été 2026’.

### Carrière en sélection
Geovany Quenda est convoqué avec l'équipe du Portugal des moins de 17 ans pour participer au Championnat d'Europe des moins de 17 ans qui a lieu en mai et juin 2024,. Le Portugal atteint la finale de la compétition après sa victoire face à la Serbie (2-3),,.

## Statistiques
| Saison                | Club                  | Championnat           | Championnat | Championnat | Championnat | Coupe nationale | Coupe nationale | Coupe nationale | Coupe de la Ligue | Coupe de la Ligue | Coupe de la Ligue | Supercoupe | Supercoupe | Supercoupe | Compétition(s) continentale(s) | Compétition(s) continentale(s) | Compétition(s) continentale(s) | Compétition(s) continentale(s) | Portugal | Portugal | Portugal | Total | Total | Total |
| Saison                | Club                  | Division              | M.          | B.          | P.d.        | M.              | B.              | P.d.            | M.                | B.                | P.d.              | M.         | B.         | P.d.       | Comp.                          | M.                             | B.                             | P.d.                           | M.       | B.       | P.d.     | M.    | B.    | P.d.  |
| 2024-2025             | Sporting CP           | Primeira Liga         | 34          | 2           | 4           | 6               | 0               | 0               | 3                 | 0                 | 1                 | 1          | 1          | 0          | C1                             | 10                             | 0                              | 1                              | 0        | 0        | 0        | 54    | 3     | 6     |
| 2025-2026             | Sporting CP (prêt)    | Primeira Liga         | 2           | 0           | 2           | 0               | 0               | 0               | 0                 | 0                 | 0                 | 1          | 0          | 0          | C1                             | 0                              | 0                              | 0                              | 0        | 0        | 0        | 3     | 0     | 2     |
| Total sur la carrière | Total sur la carrière | Total sur la carrière | 36          | 2           | 6           | 6               | 0               | 0               | 3                 | 0                 | 1                 | 2          | 1          | 0          | -                              | 10                             | 0                              | 1                              | 0        | 0        | 0        | 57    | 3     | 8     |

## Palmarès
Sporting CP
- Championnat du Portugal
  - Champion en 2025
- Coupe du Portugal
  - Vainqueur en 2025
- Supercoupe du Portugal
  - Finaliste en 2024 et 2025
- Taça da Liga
  - Finaliste en 2025

 Portugal -17 ans
- Championnat d'Europe
  - Finaliste en 2023